# Abdoulaye Diallo (football, 1992)
Pour les articles homonymes, voir Diallo et Abdoulaye Diallo.
Abdoulaye Diallo, né le 30 mars 1992 à Reims (France), est un ancien footballeur international sénégalais qui évoluait au poste de gardien de but.

## Parcours

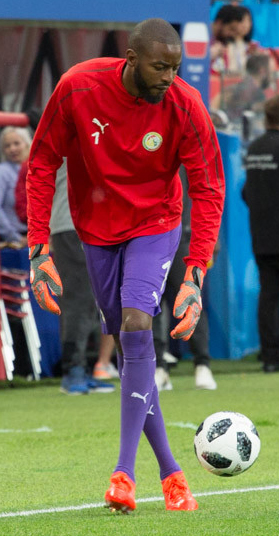
Abdoulaye Diallo lors de la Coupe du monde 2018.

Abdoulaye Diallo débute au SC Tinqueux puis au Stade de Reims, où il évolue dans les catégories de jeunes. Repéré en 2004 par le Stade rennais, il est orienté par le club breton vers l'INF Clairefontaine, Reims ayant vu son centre de formation disparaître. Diallo reste alors trois ans à l'INF Clairefontaine, où il est l'un des rares joueurs surclassés, tout en jouant le week-end avec le Stade de Reims lors des deux premières saisons.
Après sa préformation à Clairefontaine, Diallo rejoint à l'été 2007 le Stade rennais pour y réaliser sa formation. Après deux saisons à s'affirmer, au point d'être surclassé chez les 18 ans et d'être titulaire en Coupe Gambardella à seize ans seulement, il débute avec la réserve rennaise en CFA lors de la saison 2009-2010.
Le 21 novembre 2009, il est retenu pour une première fois dans le groupe professionnel rennais pour un match de Ligue 1, suppléant Cheick N'Diaye blessé, et étant préféré à Patrice Luzi et Florent Petit. Une semaine plus tard, le 29 novembre 2009, il profite d'une blessure du titulaire Nicolas Douchez pour faire ses grands débuts en L1 à 17 ans, lors d'une rencontre disputée face à l'Olympique lyonnais (1-1). Il est de nouveau titularisé en Coupe de France face au Stade Malherbe de Caen en janvier (victoire 2-0). Quelques mois plus tard, le 17 avril 2010, il signe un premier contrat professionnel de trois ans en faveur de son club formateur.
Cette mise en lumière lui permet, le 17 février 2010, alors qu'il n'a pas encore 18 ans, d'être appelé par Francis Smerecki en équipe de France des moins de 19 ans, devenant ainsi l'un des rares joueurs à être surclassés en sélections de jeunes. En juillet 2010, il dispute comme titulaire l'Euro de la catégorie, remportée par la France à domicile après une victoire sur l'Espagne en finale (2-1).
Pour la saison 2010-2011, Diallo reste dans l'ombre des deux premiers choix du Stade rennais, Nicolas Douchez et Johann Carrasso. Il ne dispute aucune rencontre avec les professionnels durant l'année, se contentant de matchs avec la réserve en CFA. Pour la saison suivante, Abdoulaye profite du prêt de Johann Carrasso à l'AS Monaco FC pour s'établir en qualité de doublure de Benoit Costil.
Le 21 janvier 2014, il est prêté sans option d'achat par le Stade rennais au Havre AC, en Ligue 2, et parvient à y gagner en temps de jeu. Si bien qu'en juin 2014, son prêt au Havre est prolongé pour une saison supplémentaire. Le 29 mars 2015, il obtient sa première sélection en équipe nationale du Sénégal, disputant un match amical face au Ghana,.
À la suite du départ de Benoît Costil vers les Girondins de Bordeaux, il est intronisé numéro 1 dans les cages bretonnes en vue de la saison 2017-2018. Titulaire lors des trois premières journées de championnat, il est touché aux adducteurs fin août 2017, une blessure l'éloignant des terrains pour plusieurs semaines. Conjuguée à l'absence de Raïs M'Bolhi, ces indisponibilités conduisent le stade rennais à s'attacher les services de Tomáš Koubek dans les derniers jours du mercato. Devenu doublure du tchèque, il retrouve les cages à l'occasion de la Coupe de la Ligue lors des seizièmes de finale le 25 octobre à Dijon (victoire 1-2). 
En mai 2018, il est sélectionné par Aliou Cissé dans l'effectif sénégalais pour la Coupe du Monde 2018. Cependant, il n'y jouera aucun match, Khadim N'Diaye gardant les cages sénégalaises lors du tournoi. 
Libre de tout contrat, il s'engage en juin 2019 pour deux saisons au Gençlerbirliği SK où évolue alors Stéphane Sessegnon, Sadio Diallo et Pierre-Yves Polomat. Il débute titulaire les trois premières journées de championnat, qui se soldent par trois défaites. Deuxième voir troisième gardien derrière Ertac Özbir qui s'est imposé dans les bois, il est mis à l'écart du groupe professionnel lors de la deuxième partie de saison, notamment après l'arrivée d'un nouveau portier lors du mercato hivernal, Kristoffer Nordfeldt. 
Le 14 septembre 2020, libre, il rejoint Nottingham Forest pour une saison. Il y retrouve Sabri Lamouchi qui l'a eu sous ses ordres au stade rennais. Numéro 3 dans la hiérarchie, il ne dispute aucune minute de jeu avec le club de Championship et ne voit pas son contrat être renouvelé.

## Statistiques
| Saison                | Club                   | Championnat           | Championnat | Championnat | Coupe(s) nationale(s) | Coupe(s) nationale(s) | Compétition(s) continentale(s) | Compétition(s) continentale(s) | Compétition(s) continentale(s) | Sénégal | Sénégal | Total | Total |
| Saison                | Club                   | Division              | M.          | B.          | M.                    | B.                    | Comp.                          | M.                             | B.                             | M.      | B.      | M.    | B.    |
| 2009-2010             | Stade rennais FC       | Ligue 1               | 1           | 0           | 1                     | 0                     | -                              | -                              | -                              | -       | -       | 2     | 0     |
| 2010-2011             | Stade rennais FC       | Ligue 1               | 0           | 0           | 0                     | 0                     | -                              | -                              | -                              | -       | -       | 0     | 0     |
| 2011-2012             | Stade rennais FC       | Ligue 1               | 1           | 0           | 1                     | 0                     | C3                             | 1                              | 0                              | -       | -       | 3     | 0     |
| 2012-2013             | Stade rennais FC       | Ligue 1               | 0           | 0           | 1                     | 0                     | -                              | -                              | -                              | -       | -       | 1     | 0     |
| 2013-2014             | Stade rennais FC       | Ligue 1               | 0           | 0           | 0                     | 0                     | -                              | -                              | -                              | -       | -       | 0     | 0     |
| 2015-2016             | Stade rennais FC       | Ligue 1               | 7           | 0           | 2                     | 0                     | -                              | -                              | -                              | 6       | 0       | 15    | 0     |
| 2017-2018             | Stade rennais FC       | Ligue 1               | 3           | 0           | 5                     | 0                     | -                              | -                              | -                              | 2       | 0       | 10    | 0     |
| 2018-2019             | Stade rennais FC       | Ligue 1               | 6           | 0           | 0                     | 0                     | C3                             | 3                              | 0                              | 0       | 0       | 9     | 0     |
| Sous-total            | Sous-total             | Sous-total            | 18          | 0           | 10                    | 0                     | -                              | 4                              | 0                              | 8       | 0       | 40    | 0     |
| 2013-2014             | Le Havre AC (prêt)     | Ligue 2               | 16          | 0           | 0                     | 0                     | -                              | -                              | -                              | -       | -       | 16    | 0     |
| 2014-2015             | Le Havre AC (prêt)     | Ligue 2               | 34          | 0           | 2                     | 0                     | -                              | -                              | -                              | 1       | 0       | 37    | 0     |
| Sous-total            | Sous-total             | Sous-total            | 50          | 0           | 2                     | 0                     | -                              | -                              | -                              | 1       | 0       | 53    | 0     |
| 2016-2017             | Çaykur Rizespor (prêt) | Süper Lig             | 19          | 0           | 0                     | 0                     | -                              | -                              | -                              | 7       | 0       | 26    | 0     |
| 2019-2020             | Gençlerbirliği SK      | Süper Lig             | 4           | 0           | 1                     | 0                     | -                              | -                              | -                              | 0       | 0       | 5     | 0     |
| 2020-2021             | Nottingham Forest      | Championship          | 0           | 0           | 0                     | 0                     | -                              | -                              | -                              | 0       | 0       | 0     | 0     |
| 2022-2023             | AS Nancy-Lorraine      | National              | 2           | 0           | 0                     | 0                     | -                              | -                              | -                              | 0       | 0       | 2     | 0     |
| Total sur la carrière | Total sur la carrière  | Total sur la carrière | 93          | 0           | 13                    | 0                     | -                              | 4                              | 0                              | 16      | 0       | 126   | 0     |

## Palmarès

### En club
- Stade rennais FC
  - Coupe de France de football
  - Vainqueur en 2019[19]

### En sélection nationale
- Équipe de France des moins de 19 ans
  - Vainqueur du Championnat d'Europe des moins de 19 ans en 2010